# Chasseur d'épaves

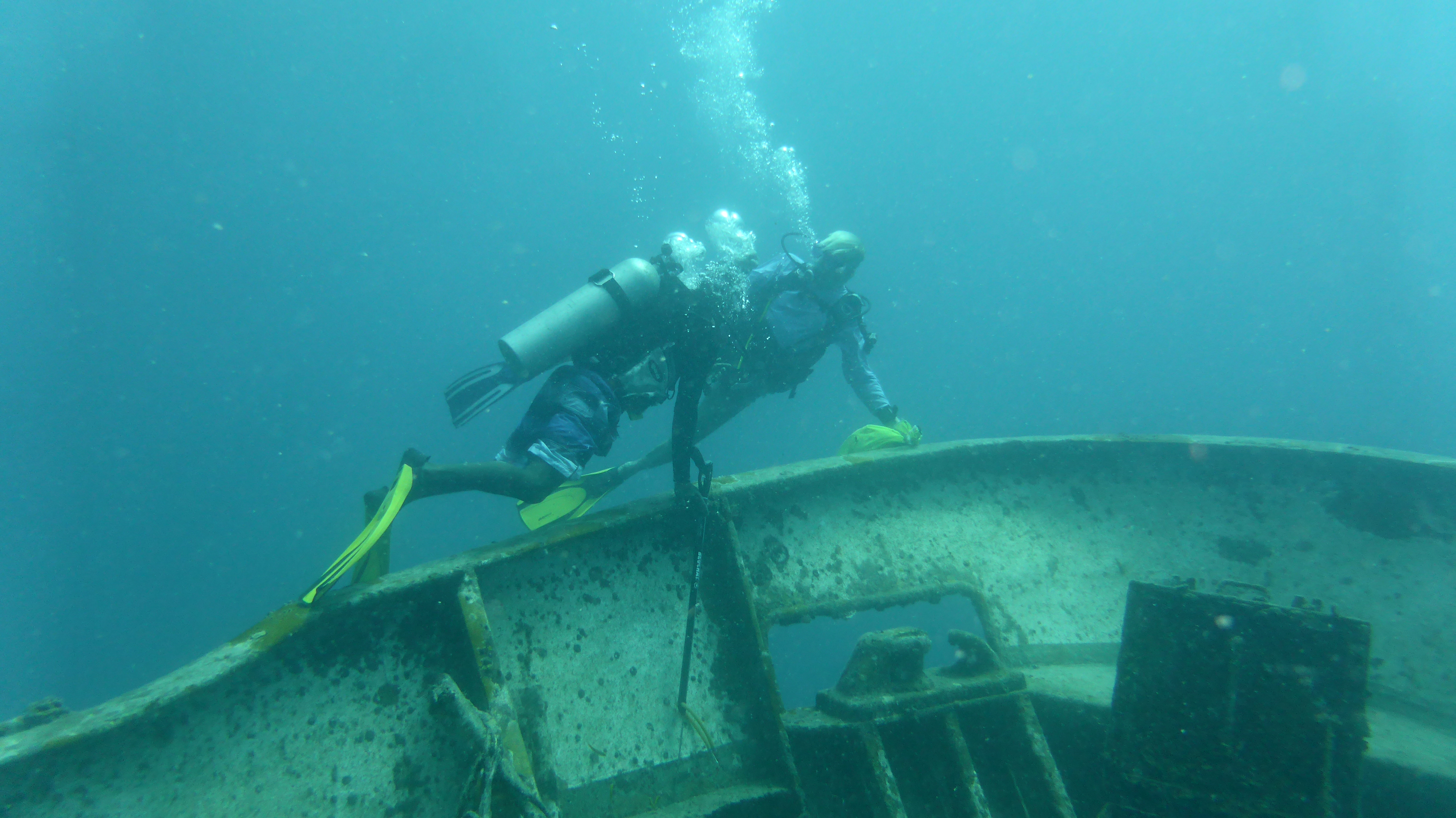
Plongeurs explorant une épave

Un chasseur d'épaves est une personne qui se spécialise dans la recherche et la découverte d'épaves maritimes. Le plus souvent, un tel chasseur doit être un plongeur expérimenté et présenter une ténacité remarquable. En effet, les navires se trouvent souvent loin du point supposé où ils ont coulé, et sont souvent recouverts de végétation marine qui les rend pratiquement indétectables.
Historiquement, cette activité a connu un essor considérable avec les activités de la flotte d'argent, destinée à rapporter en Espagne les métaux précieux d'Amérique. Elle appareillait dans la mer des Caraïbes, endroit fréquemment frappé par des ouragans et autres phénomènes météorologiques destructeurs. La soute des navires chargés de précieuses marchandises excitait la convoitise. 

## Célèbres chasseurs d'épaves
- Anne et Jean-Pierre Joncheray
- Clive Cussler
- Franck Goddio
- Bertrand Sciboz
- Robert Stenuit
- Teddy Tucker
- Patrick Lize